# Pisaura gitae
Pisaura gitae är en spindelart som beskrevs av Benoy Krishna Tikader 1970. Pisaura gitae ingår i släktet Pisaura och familjen vårdnätsspindlar. Inga underarter finns listade i Catalogue of Life.